# Acipenser mikadoi
Esturjão-da-sacalina, Acipenser mikadoi é uma espécie de esturjão da família Acipenseridae que habita pequenos rios costeiros da Rússia (rios Suchan, Adzemi, Koppi, Tumnin, Viakhtu e Tym) e do Japão (rios Ishikari e Teshio de Hokkaido). No oceano ele é encontrado no Mar de Okhotsk, no Mar do Japão até a costa leste de Hokkaido, e ao longo da costa asiática até Wonsan, na Coreia do Norte, e no Estreito de Bering na costa da Península de Kamchatka.
Atualmente a sua única área de reprodução consistente é o Rio Tumnin (a no máximo 100 quilômetros do estuário), no qual só se conhece um local de desova. O esturjão-da-sacalina é ainda encontrado, embora raramente, no Rio Koppi. Esta última população pode ser funcionalmente dependente daquela do Rio Tumnin, ou simplesmente efêmera.
Só recentemente foi esclarecido o status taxonômico desta espécie, que era considerada coespecífica com o esturjão-verde (Acipenser medirostris) da América do Norte.
Segundo estimativas populacionais atuais somente entre 10 e 30 adultos entram anualmente no Rio Tumnin para se reproduzirem. Em 2005 somente três espécimes foram capturados, e em 2008 apenas dois. Estes espécimes foram utilizados para a produção de alevinos criados artificalmente para reposição no ambiente natural.
A pesca ilegal durante a migração para a desova está afetando bastante a viabilidade desta espécie no Rio Tunmin e a população do esturjão-da-sacalina deste rio poderá desaparecer dentro de 10 a 15 anos.